# Jindřišská
Jindřišská (deutsch Hannersdorf) ist ein Ortsteil der Stadt Jirkov in Tschechien.

## Geographie
Jindřišská liegt drei Kilometer nordwestlich des Stadtzentrums von Jirkov am Südabfall des Erzgebirges auf einem Höhenzug zwischen dem Telšské údolí (Töltschtal) der Bílina und dem Tal des Jirkovský potok. Nördlich erhebt sich der Široký kámen (Breitenstein, 543 m) und im Osten der Na Skalce (Wachhübel, 541 m). Gegen Südwesten liegt die Trinkwassertalsperre Jirkov, darüber liegen die Reste der Burg Najštejn. Südöstlich befindet sich das Schloss Červený Hrádek.
Nachbarorte sind Orasín, Boleboř und Pyšná im Norden, Drmaly im Osten, Červený Hrádek und Jirkov im Südosten, Vinařice und Březenec im Süden, Hrádečná und Šerchov im Südwesten, Blatno, Květnov und Radenov im Westen sowie Telš und Mezihoří im Nordwesten.

## Geschichte

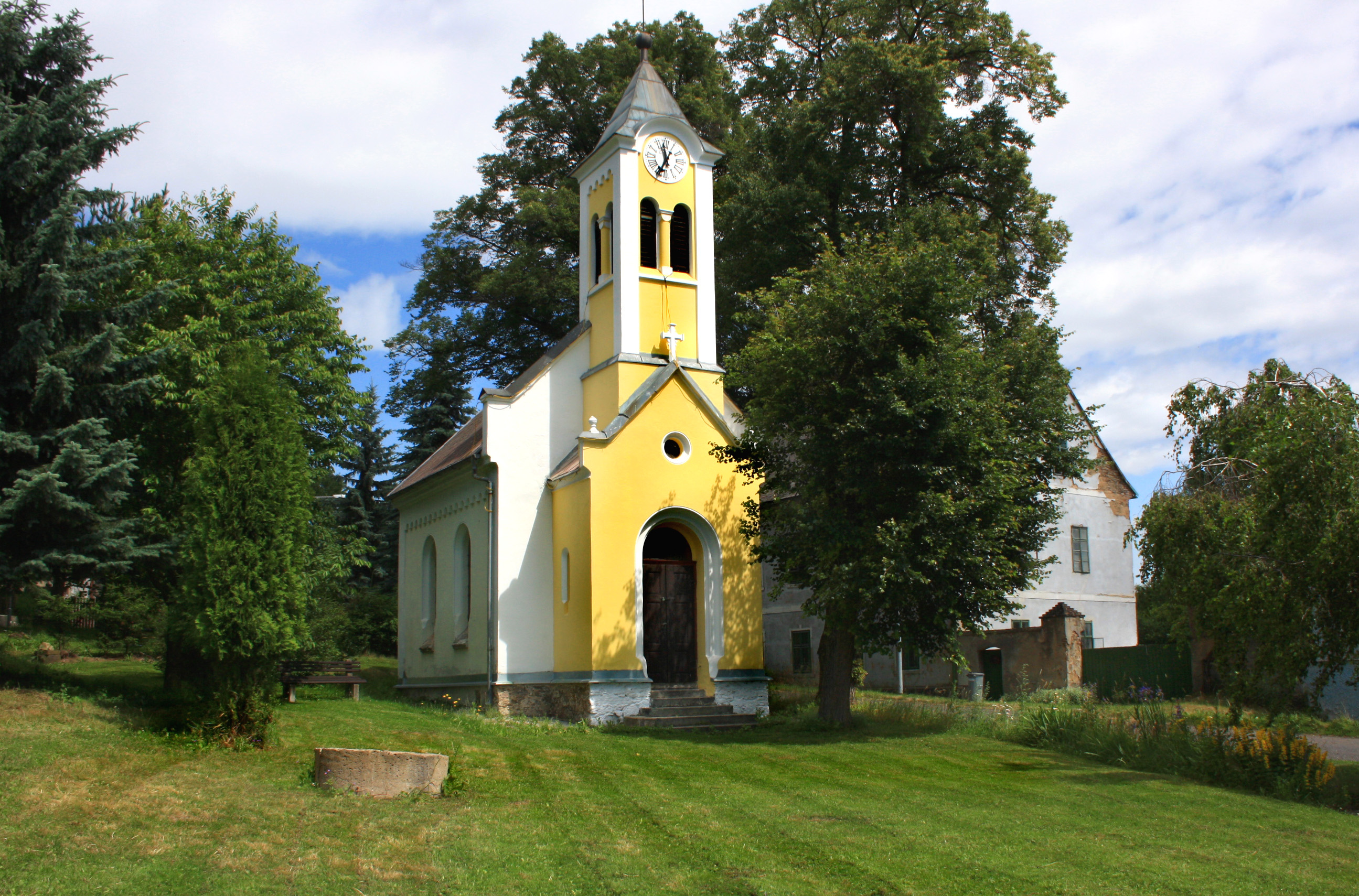
Kapelle des hl. Nepomuk

Es ist unbekannt, wann der Ort gegründet wurde. Alten Chroniken zufolge soll das Dorf anfänglich zur Burg Hassenstein gehört haben. Die erste Erwähnung von Hainstorff erfolgte 1357  als Besitz der Burg Neu Seeberg. 1383 verkaufte Otto von Bergow seine Burgen Alt Seeberg und Neu Seeberg am Thimo von Colditz. 1395 verpfändeten die Herren von Colditz Neu Seeberg mit allem Zubehör an Albrecht von Leisnig. Nächster Pfandherr wurde Heinrich von Ruenice. Im Jahre 1437 erwarb Veit von Schönburg die Herrschaft Seeberg. 1454 verkaufte er diese an Albert Konipas auf Bořek, der den neu erworbenen Besitz an seine Burg Bořek anschloss. Im Laufe der Zeit änderte sich der Name des Dorfes über Hennerstorf, Hanersdorf, Heinersdorf und Hännersdorff in Hannersdorf. Im 16. Jahrhundert starb der Ort durch eine Pestepidemie zur Gänze aus und wurde von Weingarten neu besiedelt. Die älteste überlieferte Urkunde von Hannersdorf in ein Kaufvertrag aus dem Jahre 1565. 1579 verkaufte Christoph von Carlowitz Hannersdorf zusammen mit Weingarten an die Herrschaft Hagensdorf, die das Dorf an das Gut Göttersdorf anschloss. Zeitweilig war das Gut Göttersdorf an die Herrschaft Priesen angeschlossen, kam dann aber 1680 wieder zu Hagensdorf zurück. 1787 bestand Hannersdorf aus 23 Häusern und hatte ca. 170 Einwohner. Seine Bewohner lebten vom Anbau von Getreide und Flachs, der Weberei und Strickerei. Im Töltschtal trieb das Wasser der Biela vier Holzdrechslereien an.
Nach der Aufhebung der Patrimonialherrschaften bildete Hannersdorf ab 1850 eine politische Gemeinde in der Bezirkshauptmannschaft Komotau. 1868 wurde das Dorf zusammen mit Weingarten nach Görkau eingemeindet. In der Umgebung des Ortes wurden Quarzitbrüche betrieben und auch Gneis als Baustein gebrochen. Am 22. September 1870 brach durch Unachtsamkeit einiger Burschen in Hannersdorf ein Großbrand aus, der ein Viertel des Dorfes zerstörte. Zwischen 1877 und 1882 entstand die Straße nach Görkau, zuvor war das Dorf nur über Feldwege von der Straße von Rothenhaus nach Kallich erreichbar. 1881 wurde der Waldweg von Weingarten nach Göttersdorf eingerichtet, der Wanderweg bot gute Aussicht in das Töltschtal und auf Görkau. 1892 errichtete der Gebirgsverein auf dem Wachhübel einen hölzernen Aussichtsturm. Dieser fiel nach dem Ersten Weltkrieg ein. In den Jahren 1935 bis 1937 war Hannersdorf eigenständig und wurde dann aber wieder zum Ortsteil von Görkau.
Nach dem Münchner Abkommen wurde das Dorf 1938 dem Deutschen Reich zugeschlagen und gehörte bis 1945 zum Landkreis Komotau. Nach dem Ende des Zweiten Weltkrieges kam Hannersdorf zur Tschechoslowakei zurück und die deutschen Bewohner wurden vertrieben. In den Jahren 1945 bis 1947 kam es in der Umgebung mehrfach zu Brandstiftungen, auch das Gasthaus mit dem Tanzsaal brannte in dieser Zeit ab.
Am 25. April 1952 erfolgte die Umbenennung in Jindřišská. In den Jahren 1960 bis 1965 entstand im Töltschtal westlich des Dorfes die Trinkwassertalsperre Jirkov. Im Jahre 2001 bestand das Dorf aus 7 Häusern, in denen 14 Menschen lebten. 14 Chaluppen dienen als Ferienhäuser. Die touristische Hauptstrecke Waldweg von Vinařice nach Boleboř wurde nach 2000 wiederbelebt. Im Jahre 2005 wurde der Neubau eines 12 hohen hölzernen Aussichtsturmes mit steinerner Grundmauer auf dem Na Skalce bewilligt. Der Bau soll erfolgen, wenn dafür Gelder verfügbar sind.

## Entwicklung der Einwohnerzahl
| Jahr | Einwohnerzahl |
| ---- | ------------- |
| 1869 | 215           |
| 1880 | 188           |
| 1890 | 181           |
| 1900 | 151           |
| 1910 | 125           |

| Jahr | Einwohnerzahl |
| ---- | ------------- |
| 1921 | 122           |
| 1930 | 120           |
| 1950 | 62            |
| 1961 | 42            |
| 1970 | 27            |

| Jahr | Einwohnerzahl |
| ---- | ------------- |
| 1980 | 22            |
| 1991 | 19            |
| 2001 | 14            |
| 2011 | 29            |

## Sehenswürdigkeiten
- Kapelle des hl. Nepomuk, gestiftet 1732 als Glockenturm durch Maximilian Quidobaldi Martinic und 1909 zur Kapelle umgebaut
- Karlshöhe, Aussichtspunkt auf die Talsperre Jirkov und die Reste der Burg Neustein über der Talsperre
- Schloss Červený Hrádek, südöstlich des Dorfes